# Bauma
Pour la commune suisse, voir Bauma (Zurich).

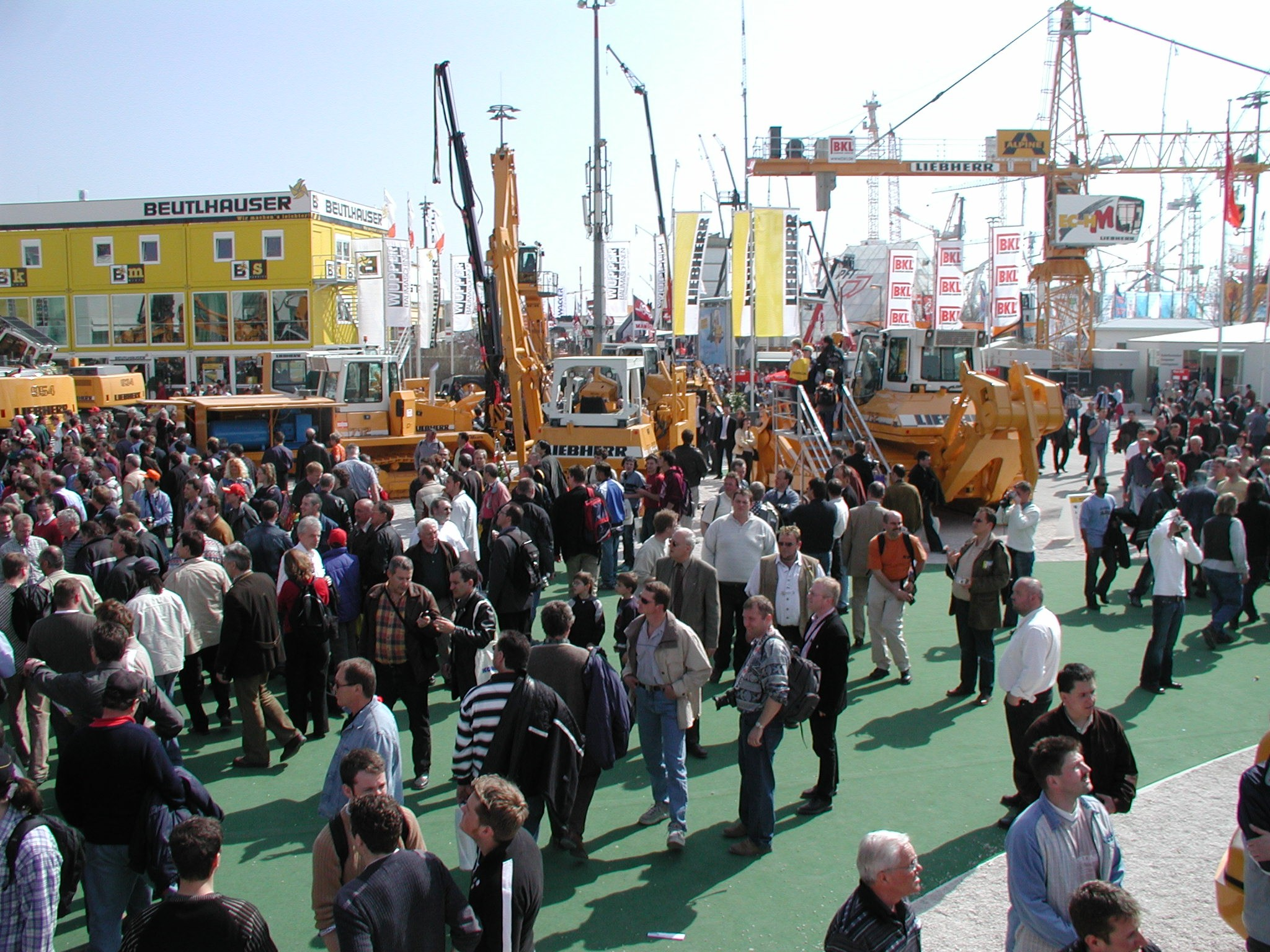
Aperçu du salon 2004.

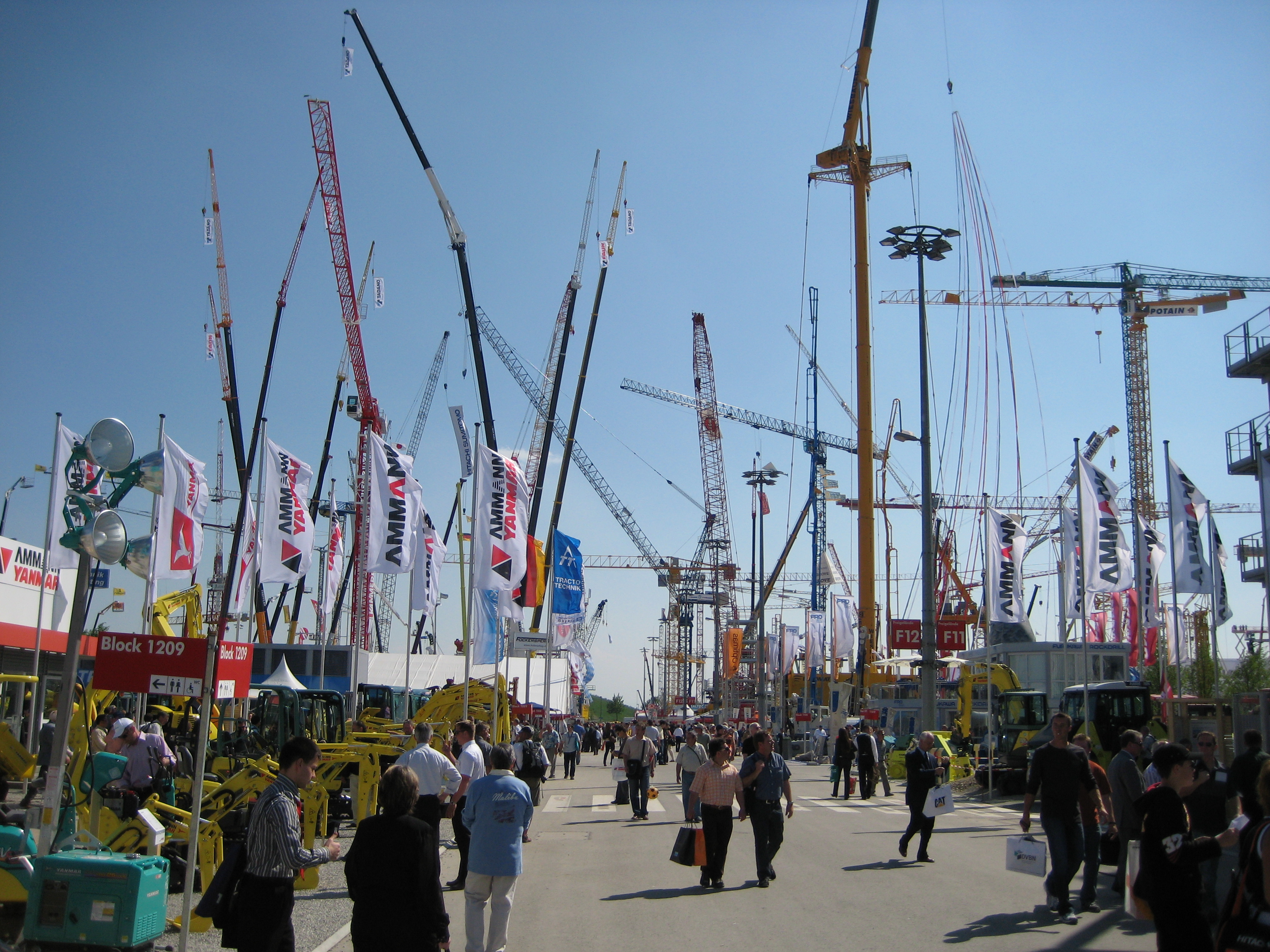
Bauma 2007.

Le salon bauma (Salon international du BTP et de l'Exploitation minière – Engins, Machines, Matériels et Véhicules) est le plus grand salon mondial du BTP. L'orthographe officielle du nom du salon est bauma. Ce salon spécialisé ouvert au grand public a lieu tous les trois ans au nouveau Parc des Expositions de Munich et dure sept jours. 

## Historique
La première édition de bauma a eu lieu en 1954 sur une partie de l'ancien aéroport d'Oberwiesenfeld – aujourd'hui le Parc olympique munichois –, où le salon fut organisé chaque année jusqu'en 1967, puis il s'est tenu sur l'ancien Parc des Expositions situé au Nord de la statue de la Bavaria, au pied de laquelle s'étend la Theresienwiese utilisée comme espace en plein air supplémentaire. Le salon est réalisé depuis 1966 par la société Messe München. Depuis 1998, bauma a lieu au nouveau Parc des Expositions à Trudering-Riem. Il fut le premier grand salon réalisé à cet endroit.

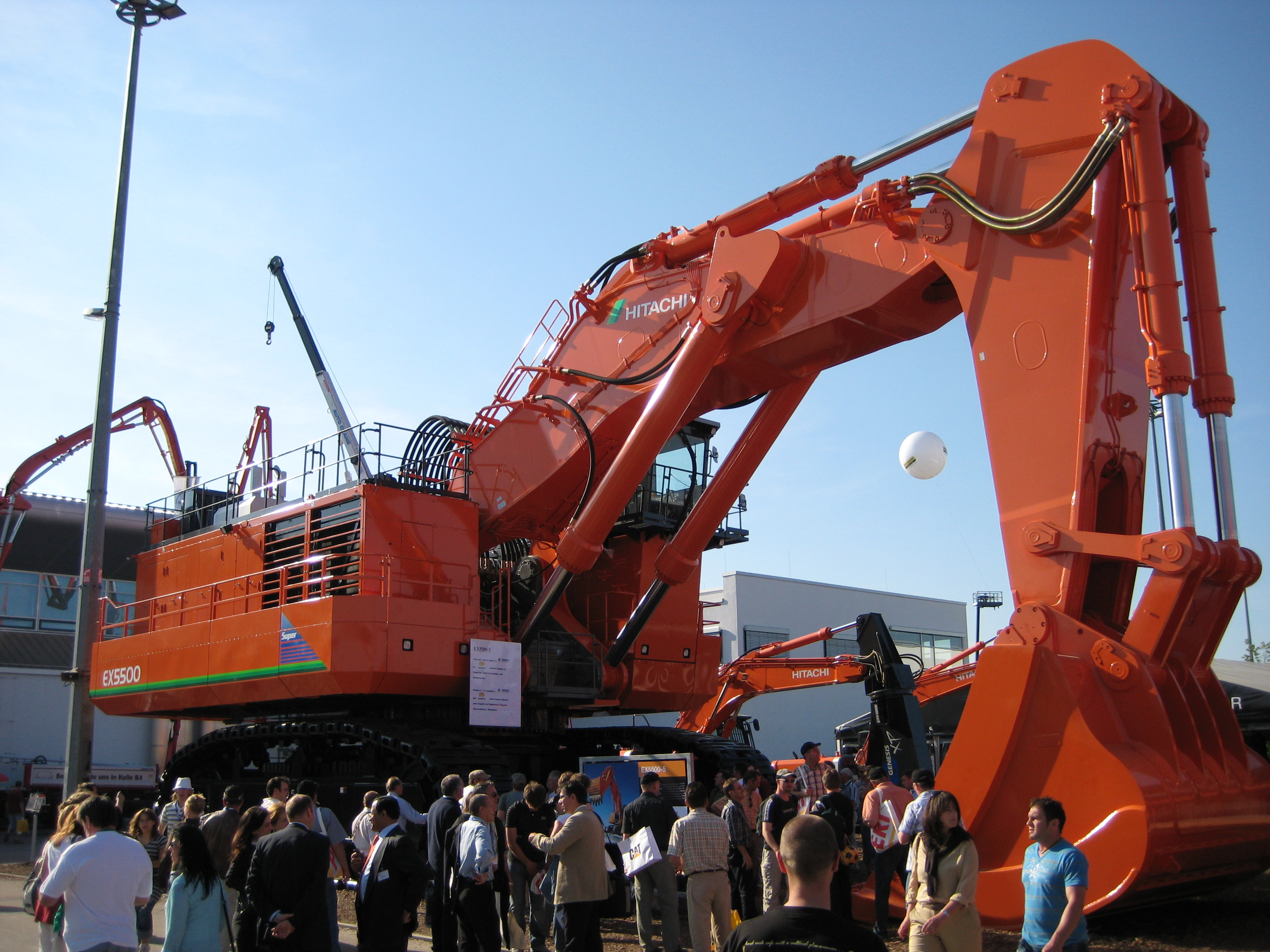
Excavatrice Hitachi, bauma 2007

Le salon bauma 2007 s'est tenu du 23 au 29 avril. Il comptait 3 002 exposants (1 363 étaient allemands et 1 639 étrangers) de 48 nationalités, et quelque 500 000 visiteurs dont près de 160 000 venaient d'environ 190 pays étrangers. La surface d'exposition couvrait 540 000 m² dont 180 000 dans les halls et 360 000 en plein air. La région partenaire était la péninsule arabique.
L'édition suivante a eu lieu du 19 au 25 avril 2010. La surface était agrandie à quelque 555 000 mètres carrés, ce qui fait de bauma le plus grand salon spécialisé au monde. Cette surface se répartissait dans l'ensemble des halls du nouveau Parc des Expositions de Munich ainsi que sur l'espace en plein air agrandi pour ce salon. Cependant celui-ci n'a pas connu son affluence habituelle, du fait de l'éruption de l'Eyjafjallajökull survenue en Islande le 14 avril, qui a entraîné la fermeture d'une partie de l'espace aérien allemand du 16 au 21 avril.

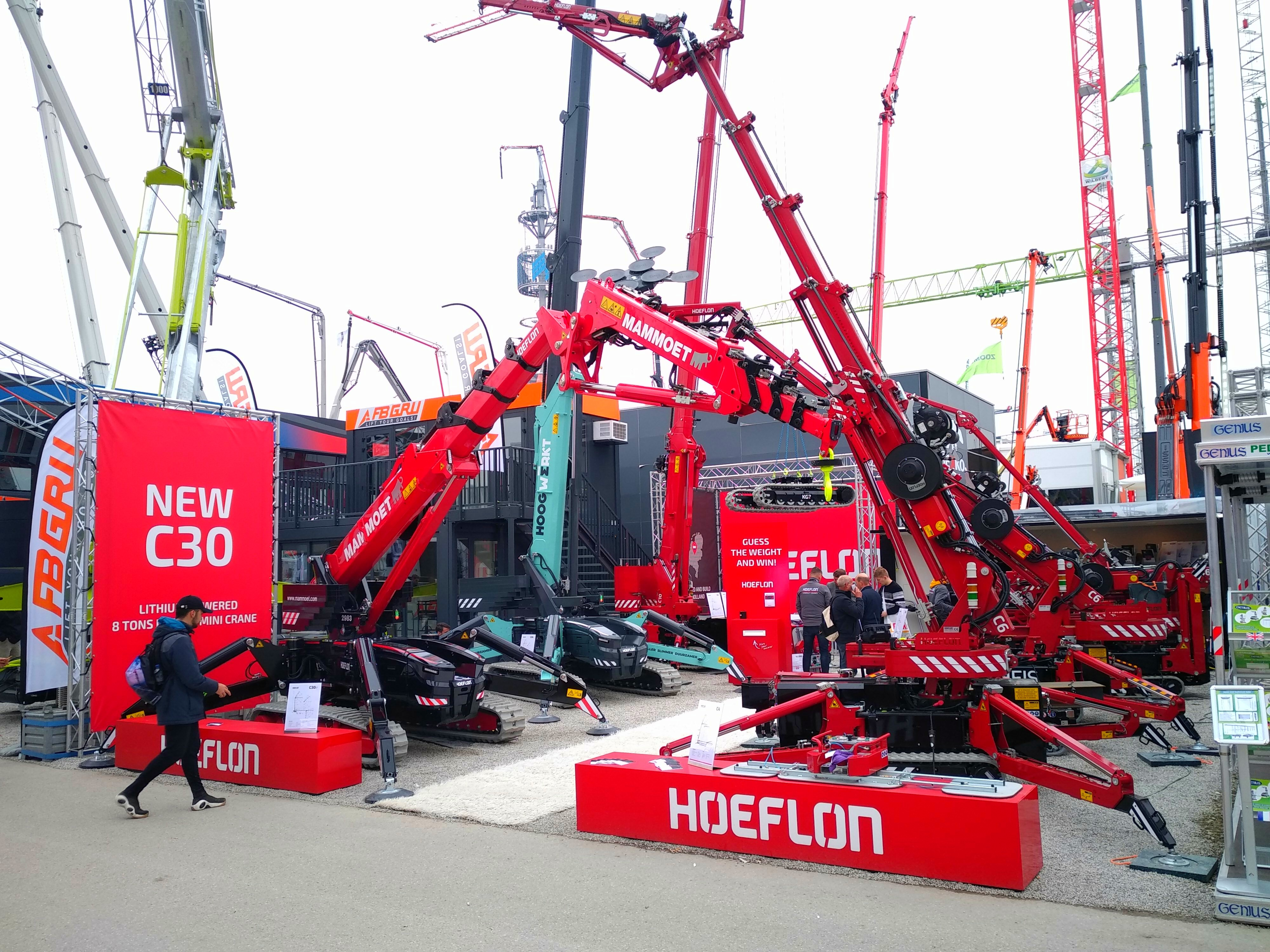
Un exposant de mini-grue sur l'edition de Avril 2019

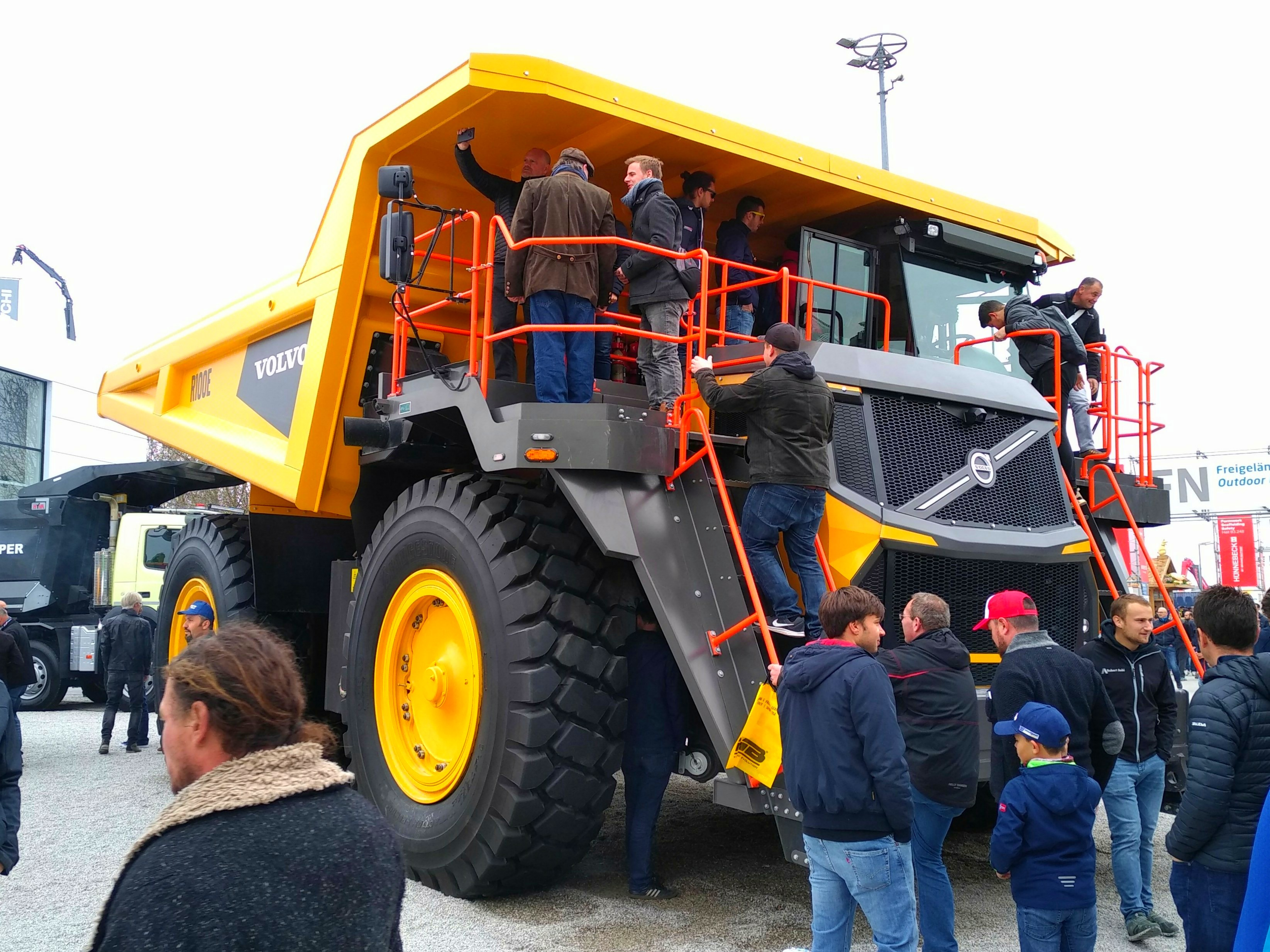
Tombereau Volvo R100E lors de l'édition de Avril 2019

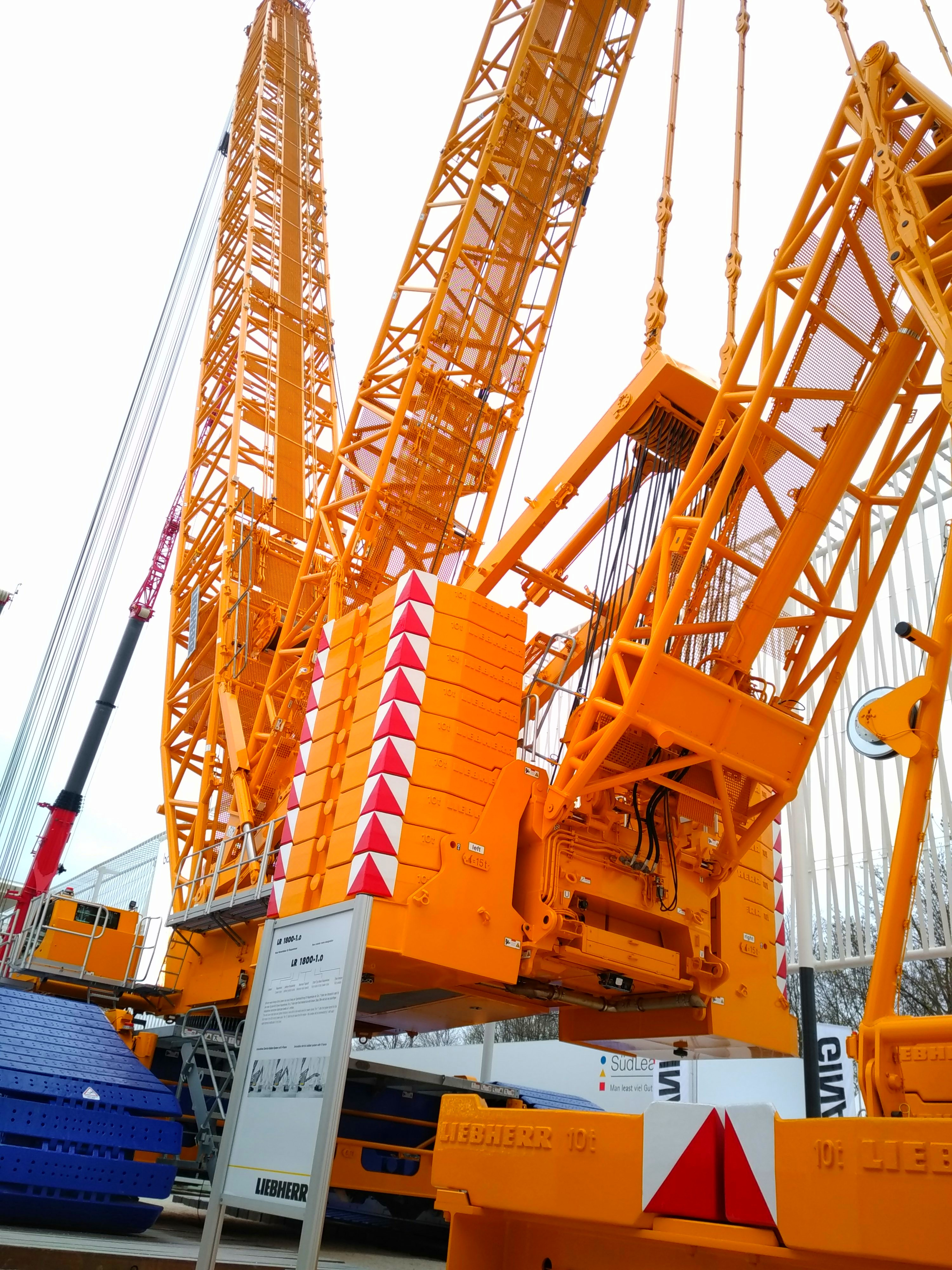
Grue treillis à chenilles Liebherr LR 1800-1.0 lors de l'édition Avril 2019

## Exposants
À côté des fabricants d'engins de construction classiques (excavatrices, grues, rouleaux compresseurs etc.) se trouvent des exposants de matériels et d'outils de construction (scies, foreuses, découpeuses…), d'équipements de chantier, de coffrages, d'échafaudages, d'accessoires de coffrage, de véhicules de chantier ainsi que de machines ou d'installations pour l'industrie des matériaux de construction et l'industrie minière.
Un important dérivé de bauma est bauma China qui a lieu tous les deux ans au mois de novembre à Shanghai et sert le marché du Sud-Est asiatique. Un autre salon spécialisé international qui suit l'exemple de bauma est le bC India – une exposition des organisateurs de bauma et de Conexpo qui se tient pour la première fois à Bombay du 8 au 11 février 2011.